# Russische Orthodoxe Kirche im Ausland (Agathangelos)

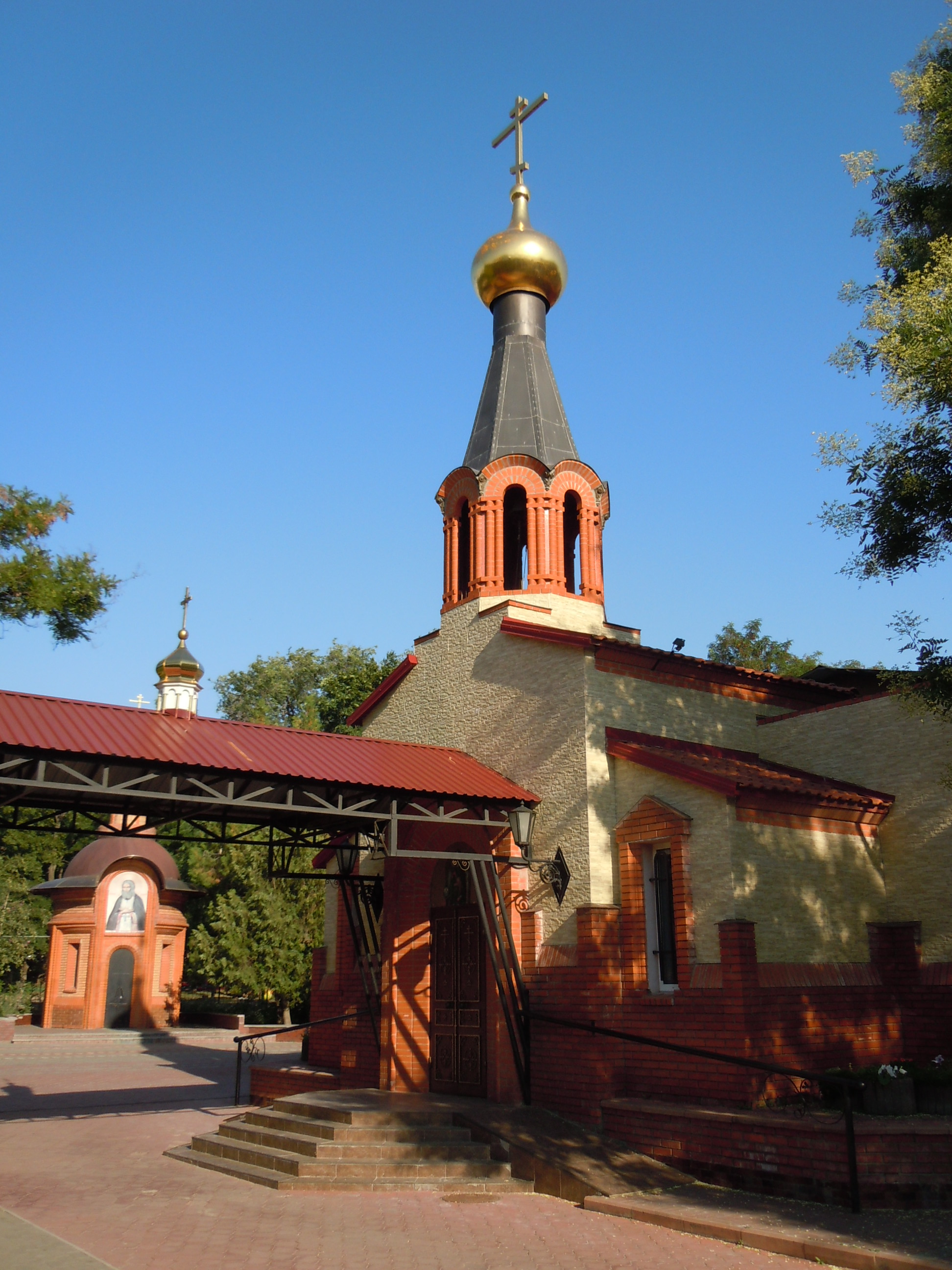
Kirche Erzengel Michael in Odessa als Sitz der Kirche

Die Russische Orthodoxe Kirche im Ausland unter Metropolit Agathangelos (russisch Русская Православная Церковь Заграницей под омофором метрополита Агафангела) ist eine orthodoxe Kirche in Russland, der Ukraine, den USA und anderen Ländern. Sie wird von den meisten orthodoxen Kirchen nicht als kanonisch anerkannt.

## Strukturen

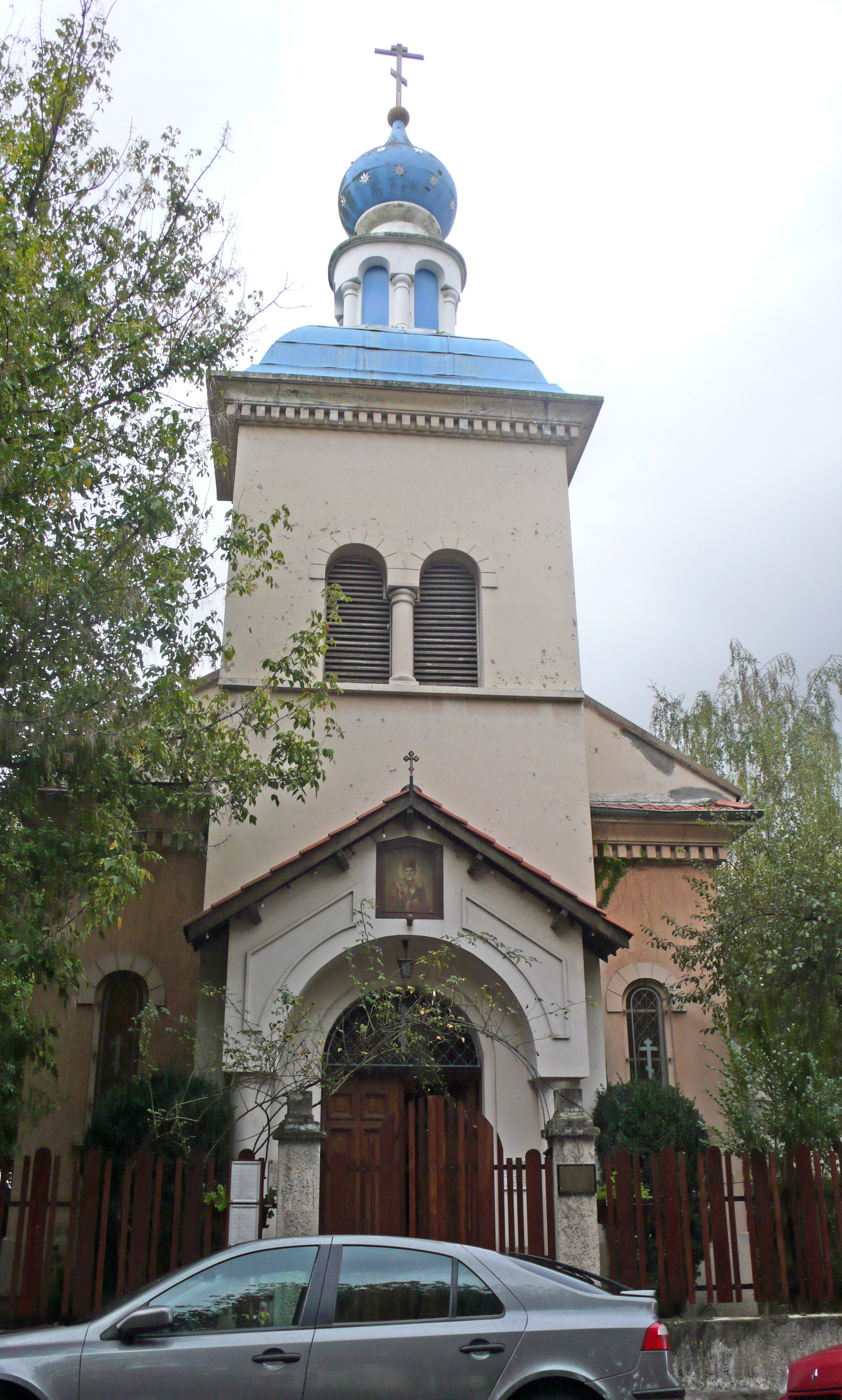
Kirche St. Nikolai in Lyon, Sitz der Eparchie Westeuropa

Die Kirche hat 16 Eparchien mit etwa 100 Gemeinden in Russland, der Ukraine, Belarus, Moldawien, Kasachstan, Georgien, Bulgarien, Zypern, Frankreich, Norwegen, Deutschland, den USA, Kanada, Argentinien, Brasilien, Uruguay, Paraguay, Tunesien, Israel und Australien. Zu ihr gehören mehrere Klöster und ein geistliches Seminar in Odessa. Ihr Sitz ist in Odessa in der Ukraine und in New York. Oberhaupt ist Metropolit Agathangelos.
Die Kirche steht in Kirchengemeinschaft mit der Kirche der wahren orthodoxen Christen Griechenlands (Chrysostomos-Synode), der Orthodoxen Altkalendarischen Kirche Rumäniens und der Bulgarischen Orthodoxen Altkalendarischen Kirche.

## Lehren und Praxis
Die Kirche ist orthodox in Lehre und geistlichem Leben. Sie folgt dem byzantinischen Ritus in der Liturgie und verwendet den Julianischen Kalender.
Sie distanziert sich vom Sergianismus der Russisch-Orthodoxen Kirche in der Zeit der Sowjetunion als zu große Zugeständnisse an die politischen Verhältnisse und den Ökumenismus der Russisch-Orthodoxen Kirche als zu große Annäherung an die römisch-katholische Kirche.

## Geschichte
2006 erklärte Bischof Agathangelos von Odessa die Loslösung seiner Eparchie von der Russischen Orthodoxen Kirche im Ausland, nachdem diese ihr Zusammengehen mit der Russisch-Orthodoxen Kirche beschlossen hatte. Sie behielt die Kirchengemeinschaft mit der Orthodoxen Altkalendarischen Kirche Rumäniens und der Bulgarischen Orthodoxen Altkalendarischen Kirche bei, die die Russische Auslandskirche wegen der Vereinigung mit der Russisch-Orthodoxen Kirche aufgegeben hatte.
2007 erklärte Bischof Agathangelos seine Ablehnung der offiziell vollzogenen Vereinigung der Russischen Auslandskirche mit der Russisch-Orthodoxen Kirche. Ihm schlossen sich viele Gemeinden der Auslandskirche in den USA, Westeuropa, Russland und anderen Ländern an.
Es wurde die Zeitliche höhere kirchliche Leitung der Russischen Orthodoxen Kirche im Ausland als provisorische Struktur gebildet. In jenem Jahr wurde eine Kirchengemeinschaft mit der griechischen Synode im Widerstand geschlossen und neue Bischöfe geweiht.
2008 wurde die Heilige Synode der Russischen Orthodoxen Kirche im Ausland gebildet.
In den folgenden Jahren schlossen sich weitere Gemeinden und Geistliche der Kirche an, darunter Bischof Irenäus Klippenstein von der Russischen Wahren Orthodoxen Kirche für Westeuropa mit Sitz in Köln.
Seit 2015 verließen zahlreiche Gemeinden und Geistliche wieder die Kirche wegen ihrer Unzufriedenheit mit der Amtsführung von Metropolit Agathangelos.